# Луций Генуций Клепсина
Луций Генуций Клепсина (на латински: Lucius Genucius Clepsina) e политик на Римската република през 3 век пр.н.е.
Той е син на Луций Генуций Авентиненсис (консул 303 пр.н.е.) и брат на Гай Генуций Клепсина (консул 276 и 270 пр.н.е.).
През 271 пр.н.е. става консул заедно с Кезо Квинкций Клавд. Луций Клепсина започва вероятно с боевете против Региум, които брат му Гай Генуций Клепсина като консул през 270 пр.н.е. завършва успешно.
За него няма други сведения; по-късните Генуции не носят повече когномен.